# Олег Протасов
Олег Протасов е украински футболист, нападател. Голмайстор на Шампионата на СССР през 1987. Има 68 мача и 29 гола за националния тим на СССР. Носител е и на „Сребърна обувка“. Притежава гръцки паспорт.

## Кариера
Олег започва кариерата си в детско-юношеската школа „Днепър-75“. Там тренира заедно с Генадий Литовченко, с когото по-късно играе заедно в Днипро, Динамо Киев и Олимпиакос. През есента на 1982 Протасов дебютира за Днипро в мач срещу Динамо Киев. На 30 октомври вкарва първия си гол - срещу Шахтьор (Донецк). В сезон 1983 младокът започва да се налага в състава, като от 21 срещи, в които е играл започва като титуляр е 18. Вкарва 7 попадения. Става шампион на СССР. През 1985 вкарва 35 гола, което е рекорд за най-много вкарани голове в шампионата на СССР за 1 сезон. Печели и „Сребърна обувка“. През 1986 получава травма, която не му позволява да играе пълноценно. Записва едва един мач на Мондиал 1986. През 1987 става голмайстор на шампионата на съюза за втори път. Избран е и за футболист на годината в СССР. През 1988 Валери Лобановский взима Протасов и Литовченко в Динамо Киев.
Участва на Евро 1988, като вкарва 2 попадения и става сребърен медалист. Получава предложения от Фиорентина и ПСВ Айндховен, но властта не го пуска. През 1990 Олег участва на световното първенство в Италия и вкарва едно попадение срещу Камерун. След световното той и Генадий Литовченко са закупени от Олимпиакос. По това време треньор на гръцкия тим е Олег Блохин. Въпреки че Протасов напуска Динамо на полусезона, той се оказва голмайстор на шампионата (заедно с Валерий Шмаров) с 12 попадения.
През първия си сезон при „олимпийците“ Протасов вкарва 11 попадения. Става вицешампион на Гърция. През 1992 отново става втори, след като Олимпиакос са на 3 точки от АЕК Атина в крайното класиране. Протасов печели националната купа същият сезон. В сезон 1992/93 Олег вкарва 14 попадения, но отборът му завършва чак трети в класирането, а на финалът на купата губи от Панатинайкос с 1-0. През 1993 в резултат от кризата в Олимпиакос, Протасов съди отбора заради неплатени заплати от новия президент Сократис Кокалис. В края на годината украинецът напуска „олимпийците“.
В началото на 1994 Олег се озовава в японския Гамба Осака. Протасов отиграва 2 силни сезона в Джей Лига Дивизия 1, вкарвайки общо 24 гола. И в двата сезона той е голмайстор на отбора. През 1996 президентът на клуба се отказва от услугите на украинския футболист. През лятото на 1996 подписва договор за 2 години с ФК Верия. Клубът е в средата на таблицата, но Протасов отбелязва 11 попадения за 2 сезона и все още показва класа. През 1998 преминава в Продефтики със свободен трансфер. През 1999 играе за Панелефсиниакос, където записва 2 мача и вкарва 1 гол. След края на кариерата си основава футболна академия „Протасов клаб“ в Гърция.

## Като треньор
През 2002 Олег се завръща в Олимпиакос, като помощник-треньор на Такис Лимонис. В началото на 2003 е назначен за старши треньор. Той става шампион на страната и подписва контракт за 1+1 години. През март 2004 е уволнен, след като „олимпийците“ изостават в класирането от първия АЕК. След това води АЕЛ Лимасол. В 2005 поема Стяуа. Отборът се представя достойно в купата на УЕФА.
На 18 декември 2005 напуска румънския гранд, за да поеме родния си Днипро. През 2006 отборът завършва шести, а в 2007 – четвърти. На 29 август 2008 е изгонен след загуба от Белизона в квалификациите на купата на УЕФА. След това той поема Кубан Краснодар, като успява да го класира в Премиер-лигата. На 19 ноември 2008 прекратява договора си по взаимно съгласие, тъй като краснодарци решават да намалят трансферния бюджет. В началото на 2009 поема Ираклис. През сезон 2010 става старши треньор на ФК Ростов. Класира отбора на 9 позиция. В май 2011 си подава оставката.
На 11 ноември 2011 поема казахстанския ФК Астана. Там обаче се задържа едва 4 месеца. През юли 2012 поема Динамо Минск. От 2014 г. е треньор на Астра (Гюргево).

## Успехи
- Като футболист
  - Шампион на СССР – 1983, 1990
  - Европейски вицешампион – 1988
  - Носител на купата на Гърция – 1992
  - Сребърна обувка – 1985
  - Футболист на годината в СССР – 1987
  - Голмайстор на шампионата на СССР – 1985, 1987, 1990
  - Член на Клуб Григорий Федотов – 236 гола
  - Член на Клуб Олег Блохин – 275 гола
- Като треньор
  - Шампион на Гърция – 2003
  - Второ място в Руска Първа Дивизия – 2008

## Статистика
| Клуб                  | Сезон             | Шампионат | Шампионат | Купа   | Купа   | Евротурнири | Евротурнири | Общо   | Общо   |
| Клуб                  | Сезон             | Мачове    | Голове    | Мачове | Голове | Мачове      | Голове      | Мачове | Голове |
| --------------------- | ----------------- | --------- | --------- | ------ | ------ | ----------- | ----------- | ------ | ------ |
| Днипро Днипропетровск | 1982              | 4         | 1         | 0      | 0      | 0           | 0           | 4      | 1      |
| Днипро Днипропетровск | 1983              | 21        | 7         | 2      | 0      | 0           | 0           | 23     | 7      |
| Днипро Днипропетровск | 1984              | 34        | 17        | 2      | 2      | 6           | 0           | 42     | 19     |
| Днипро Днипропетровск | 1985              | 33        | 35        | 2      | 1      | 6           | 4           | 41     | 40     |
| Днипро Днипропетровск | 1986              | 23        | 17        | 1      | 1      | 2           | 0           | 26     | 18     |
| Днипро Днипропетровск | 1987              | 30        | 18        | 4      | 3      | 0           | 0           | 34     | 21     |
| Днипро Днипропетровск | Общо              | 145       | 95        | 11     | 7      | 14          | 4           | 170    | 106    |
| Динамо Киев           | 1988              | 29        | 11        | 5      | 2      | 0           | 0           | 34     | 13     |
| Динамо Киев           | 1989              | 26        | 7         | 6      | 2      | 3           | 1           | 35     | 10     |
| Динамо Киев           | 1990              | 16        | 12        | 1      | 1      | 0           | 0           | 17     | 13     |
| Динамо Киев           | Общо              | 71        | 30        | 12     | 5      | 3           | 1           | 86     | 36     |
| Олимпиакос            | 1990-91           | 29        | 11        | 2      | 1      | 0           | 0           | 31     | 12     |
| Олимпиакос            | 1991-92           | 21        | 15        | 6      | 3      | 3           | 1           | 30     | 19     |
| Олимпиакос            | 1992-93           | 24        | 14        | 9      | 3      | 4           | 1           | 37     | 18     |
| Олимпиакос            | 1993-94           | 9         | 8         | 4      | 1      | 1           | 0           | 14     | 9      |
| Олимпиакос            | Общо              | 83        | 48        | 21     | 8      | 8           | 2           | 112    | 58     |
| Гамба Осака           | 1994              | 27        | 11        | 4      | 4      | 0           | 0           | 31     | 15     |
| Гамба Осака           | 1995              | 28        | 13        | 0      | 0      | 0           | 0           | 28     | 13     |
| Гамба Осака           | Общо              | 55        | 24        | 4      | 4      | 0           | 0           | 59     | 28     |
| ФК Верия              | 1997              | 30        | 4         | 4      | 1      | 0           | 0           | 34     | 5      |
| ФК Верия              | 1998              | 32        | 7         | 1      | 0      | 0           | 0           | 33     | 7      |
| ФК Верия              | Общо              | 62        | 11        | 5      | 1      | 0           | 0           | 67     | 12     |
| Продефтики            | 1998              | 28        | 5         | 0      | 0      | 0           | 0           | 28     | 5      |
| Продефтики            | Общо              | 28        | 5         | 0      | 0      | 0           | 0           | 28     | 5      |
| Панелефсиниакос       | 1999              | 2         | 1         | 0      | 0      | 0           | 0           | 2      | 1      |
| Панелефсиниакос       | Общо              | 2         | 1         | 0      | 0      | 0           | 0           | 2      | 1      |
| За цялата кариера     | За цялата кариера | 445       | 214       | 53     | 25     | 25          | 7           | 523    | 246    |